# Ngựa đực giống

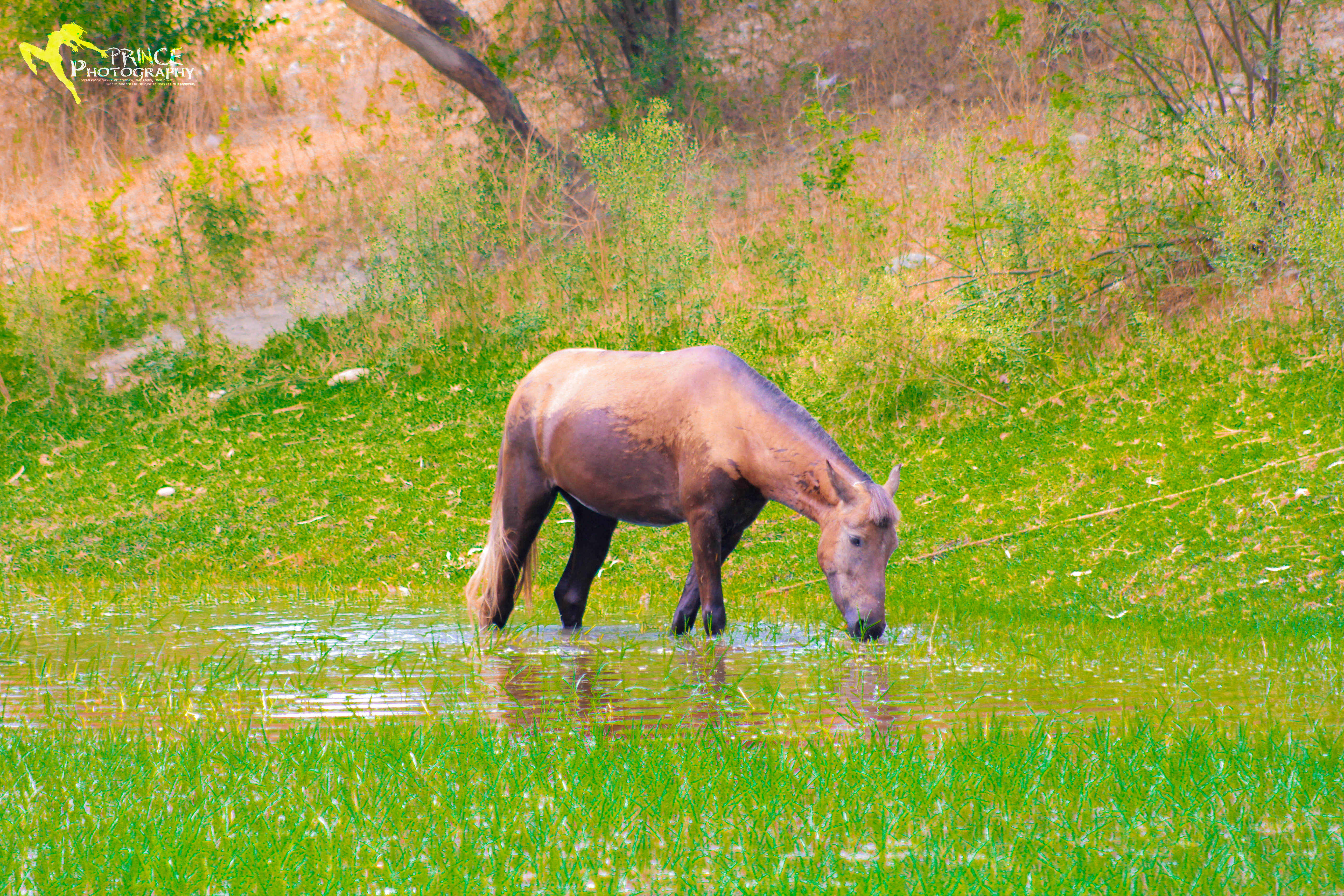
Một con ngựa giống

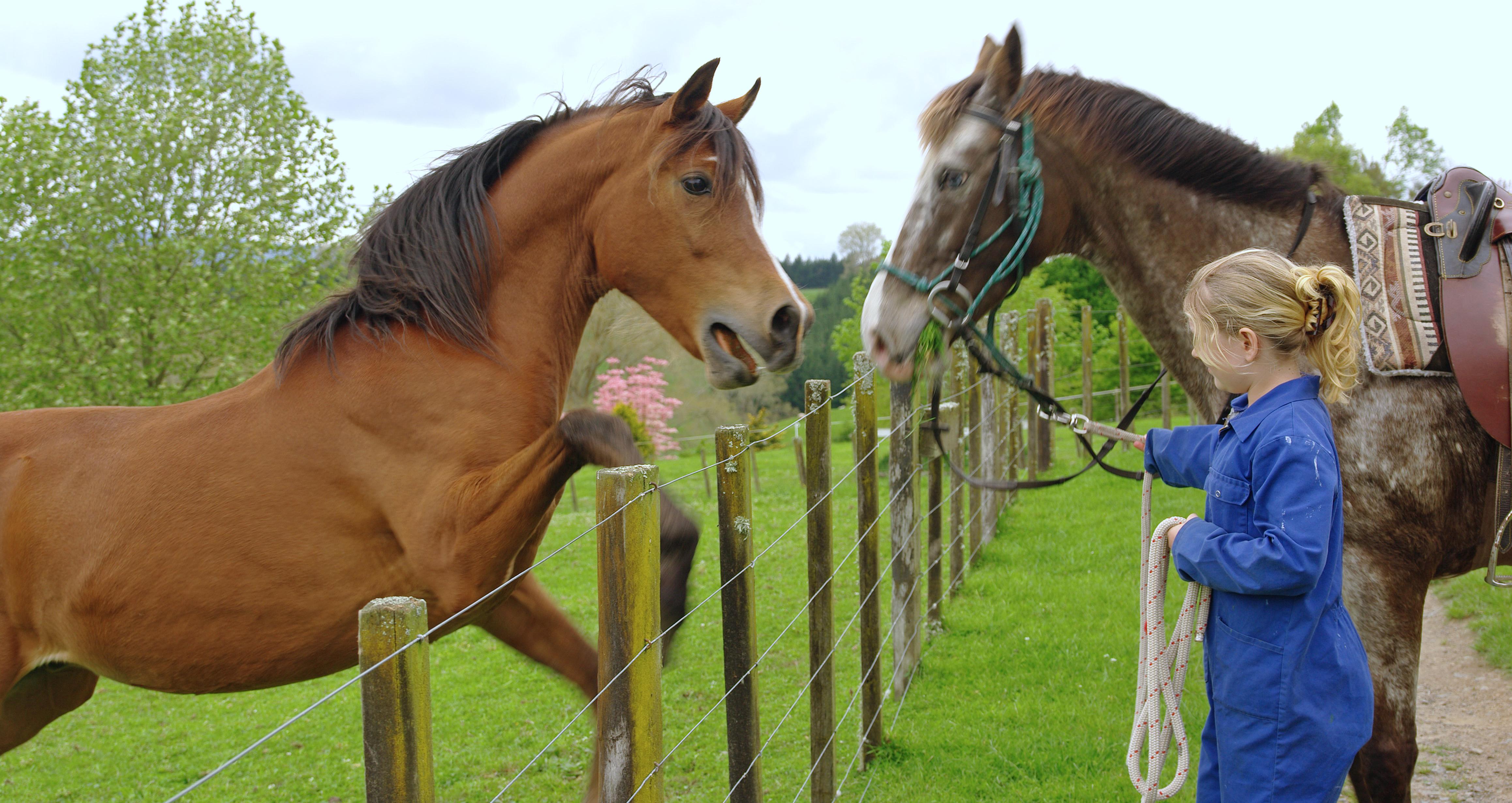
Ngựa giống đang động đực

Ngựa đực giống hay còn gọi là tuấn mã, ngựa giống, đực giống, ngựa nòi là một con ngựa đực chưa bị triệt sản (hoạn/thiến). Ngựa giống theo kiểu cấu tạo và kiểu hình của giống nhưng trong tiêu chuẩn đó, sự hiện diện của kích thích tố như testosterone có thể cho ngựa giống có thân hình dày hơn, dữ dội hơn, cũng như vóc dáng cơ bắp hơn so với ngựa cái, được gọi là ngựa cái và ngựa đực bị thiến, được gọi là ngựa thiến. Tính khí thay đổi dựa trên di truyền, và đào tạo, nhưng vì bản năng của chúng như động vật dẫn đàn, chúng có thể dễ bị hành vi hung hăng, đặc biệt đối với ngựa giống khác và gây kích động dẫn đến căn xé, đấu đá lẫn nhau, và do đó đòi hỏi sự quản lý cẩn thận bởi những người xử lý có kiến thức.
Tuy nhiên, với việc đào tạo và quản lý phù hợp, ngựa giống là những vận động viên có hiệu quả ở các cấp độ cao nhất trong nhiều ngành, bao gồm đua ngựa, trình diễn ngựa và thi đấu Olympic quốc tế. Thuật ngữ "ngựa giống" bắt nguồn từ thời đại của Henry VII, người đã thông qua một số luật liên quan đến việc lai tạo và xuất khẩu ngựa trong một nỗ lực cải thiện đàn giống của Anh, theo đó nó bị cấm cho phép những con ngựa đực chưa bị hoạn chúng phải được "giữ trong giới hạn. Thuật ngữ "ngựa đực" cho một con ngựa đực chưa được định hình từ thời gian này; ngựa đực = ngựa bị trì hoãn.). thuật ngữ "đực giống" hay con đực cũng được dùng để chỉ cá thể giới tính đực của các loài họ ngựa khác, kể cả ngựa vằn và lừa.